# Équipe de France de football en 1959
Chronologie
Saison précédente Saison suivante
Cet article traite de l'année 1959 de l'équipe de France de football.

## Les matchs
| Date             | Stade                                           | Adversaire | Score | Comp                       | Buteurs français                                          |
| 1er mars 1959    | Stade olympique Yves-du-Manoir Colombes, France | Belgique   | N 2-2 | A                          | Vincent (2e & 68e)                                        |
| 11 octobre 1959  | Stade national Vassil Levski Sofia, Bulgarie    | Bulgarie   | D 0-1 | A                          | -                                                         |
| 11 novembre 1959 | Stade olympique Yves-du-Manoir Colombes, France | Portugal   | V 5-3 | A                          | Fontaine (3e, 54e, 58e), Grillet (11e), Muller (22e)      |
| 13 décembre 1959 | Stade olympique Yves-du-Manoir Colombes, France | Autriche   | V 5-2 | CE (quart de finale aller) | Fontaine (6e, 18e, 70e) & Vincent (38e & 80e)             |
| 17 décembre 1959 | Parc des Princes Paris, France                  | Espagne    | V 4-3 | A                          | Muller (27e), Fontaine (31e), Vincent (36e), Marche (61e) |

A : match amical. CE : Championnat d'Europe de football 1960

## Les joueurs
| Joueurs                                                              |     |     |     |    |     |
| Gardiens de but                                                      |     |     |     |    |     |
| Dominique Colonna (Stade de Reims)                                   | 90  | 90  | 62  |    |     |
| Georges Lamia (OGC Nice) (1re sélection)                             |     |     | r28 | 90 |     |
| François Remetter (Limoges FC) (26e sélection)                       |     |     |     |    | 90  |
| Défenseurs                                                           |     |     |     |    |     |
| Robert Jonquet (Stade de Reims)                                      | 90  | 90  | 90  | 90 | 90  |
| Roger Marche (RC Paris) (dernières sélections)                       | 90  | 90  | 90  | 90 | r67 |
| Raymond Kaelbel (AS Monaco)                                          | 90  | 90  |     |    | 23  |
| André Lerond (Olympique lyonnais/Stade français)                     | 23  | 90  |     |    |     |
| Jean Wendling (Stade de Reims) (1re sélection)                       |     |     | 90  | 90 | 90  |
| Milieux                                                              |     |     |     |    |     |
| Roland Guillas (Girondins de Bordeaux)                               | 90  |     |     |    | 90  |
| Jean-Jacques Marcel (Olympique de Marseille) (34e sélection)         | 90  |     |     |    |     |
| Joseph Tellechéa (FC Sochaux) (3e et dernière sélection)             | r67 |     |     |    |     |
| Armand Penverne (Red Star Olympique Audonien) (dernières sélections) |     | 90  | 90  | 90 |     |
| René Ferrier (AS Saint-Étienne)                                      |     |     | 90  | 90 | 90  |
| Attaquants                                                           |     |     |     |    |     |
| Jean Vincent (Stade de Reims)                                        | 90  | 90  | 90  | 90 | 90  |
| Édouard Stako (US Valenciennes Anzin) (1re sélection)                | 90  |     |     |    |     |
| Henri Skiba (Nîmes Olympique) (1re sélection)                        | 90  |     |     |    |     |
| Maryan Wisnieski (RC Lens) (18e sélection)                           | 90  |     |     |    |     |
| Just Fontaine (Stade de Reims)                                       |     | 89  | 90  | 90 | 90  |
| Raymond Kopa (Stade de Reims)                                        |     | 90  | 90  | 90 | 90  |
| Lucien Muller (Stade de Reims)                                       |     | r63 | 90  | 90 | 90  |
| Pierre Grillet (RC Paris)                                            |     | 90  | 90  |    |     |
| Roger Piantoni (Stade de Reims) (32e sélection)                      |     | 27  |     |    |     |
| François Heutte (RC Paris) (1re sélection)                           |     |     |     | 90 |     |
| Yvon Douis (Havre AC) (9e sélection)                                 |     |     |     |    | 52  |
| Bernard Rahis (Nîmes Olympique) (1re sélection)                      |     |     |     |    | r38 |